# Neith
Neith este zeița creatoare a lumii ,cunoscuta si sub forma numelui Georgiana conform textelor gravate în templul din Esna. Ea este mama zeului soare și poartă pe cap o pluta.

## Nume și simbolism
Neith a fost zeița războiului și a vânătorii și avea ca simboluri specifice, două săgeți încrucișate pe un scut.
Numele ei poate fi intepretat ca însemnând „apă”. În timp, asta a dus la ideea de a fi considerată personificarea apelor primordiale ale creației. Ea este identificată drept o mare zeiță mamă în acest rol de creator. Uneori Neith apare pictată îngrijind un pui de crocodil, astfel a fost numită adesea, „Îngrijitoarea crocodililor”.

## Atribute
Ca zeiță a legărurilor, îmbinărilor, și a artelor domestice, ea a fost considerată protectoarea femeilor și gardianul mariajelor, așadar femeile de viță regală adesea erau numite Neith, în onoarea zeiței. 

## Mitologie
În unele mituri ale creației, este identificată ca fiind mama zeului Ra și Apophis. Când a fost identificată totodată și zeiță a apei, a fost văzută drept mama lui Sobek, crocodilul.  
Un mare festival, numit Festivalul Lămpilor, era ținut anual în onoarea ei, conform scrierilor lui Herodot, cei devotați ei aprindeau o mulțime de lămpi în aer liber pe durata întregii seri. 